# 蓋瑞·馬修斯
老蓋瑞·納坦尼爾·馬修斯（英語：Gary Nathaniel Matthews Sr.，1950年7月5日—），綽號「薩吉」，為前美國職棒大聯盟的外野手，他生涯曾效力於巨人、勇士、費城人、小熊與水手等隊。他是前大聯盟外野手小蓋瑞·馬修斯的父親。

## 職業生涯
1968年美國職棒大聯盟選秀，巨人在首輪選進馬修斯。他在1972年球季末登上大聯盟，隔年他繳出3成打擊率，並敲出12轟與58分打點，成功拿下國聯新人王。
馬修斯正好經歷自由球員興起的年代，因此在巨人的合約走完後，他便與勇士簽下5年187.5萬美元的合約。不過勇士老闆泰德·透納在追逐馬修斯的過程中違反了自由球員簽約的規則，因此遭到停職一年，球隊也損失隔年首輪選秀權。後來取消選秀權的規定在1977年5月19日被撤銷。馬修斯在1979年迎來了生涯年，哥年他繳出3成04的打擊率，並敲出生涯新高的27轟與90分打點，還入選生涯唯一一次的明星賽。
1981年3月25日，馬修斯以5年合約加盟費城人。1981年和1983年，費城人都闖進季後賽。其中在1983年，馬修斯於國聯冠軍賽敲出3轟與8分打點，成功奪得聯盟冠軍賽MVP。後來他在世界大賽第三場也成功開轟，不過費城人最終1勝4敗被金鶯逆轉淘汰。
1984年3月27日，費城人將馬修斯、Bob Dernier和Porfi Altamirano交易到小熊，換來Bill Campbell和Mike Diaz。1984年，馬修斯繳出2成91的打擊率，並跑回101分，成功幫助小熊打進季後賽。儘管他在國聯冠軍賽第一場敲出雙響砲，但小熊最終2連勝後吞下3連敗被教士淘汰。1987年，馬修斯遭遇傷病困擾。後來他在季中被交易到水手，並在那裡完成生涯最後一個球季。

## 生涯打擊成績
| 出賽次數 | 打席 | 打數 | 得分 | 安打 | 二安 | 三安 | 全壘打 | 打點 | 盜壘 | 保送 | 三振 | 打擊率 | 上壘率 | 長打率 | OPS  |
| -------- | ---- | ---- | ---- | ---- | ---- | ---- | ------ | ---- | ---- | ---- | ---- | ------ | ------ | ------ | ---- |
| 2033     | 8189 | 7147 | 1083 | 2011 | 319  | 51   | 234    | 978  | 183  | 940  | 1125 | .281   | .364   | .439   | .802 |

## 個人生活
退休後，馬修斯在私人企業工作8年。1995年，他加入小雄擔任小聯盟打擊教練。1998年，他在藍鳥當了兩年教練，之後轉為播報員。2002年到2006年，他又先後在釀酒人和小熊擔任教練。
2007年到2013年，馬修斯在費城人擔任播報員。

## 外部連結
- 球員資訊和成績在MLB ，ESPN ，Retrosheet ，Baseball Reference ，Baseball Reference (Minors) ，Fangraphs ，The Baseball Cube （英文）